# Rádio Clube de Angra
O Rádio Club de Angra MHB é uma estação de radiodifusão da cidade e concelho de Angra do Heroísmo, na ilha Terceira, Região Autónoma dos Açores, em Portugal.
É operada por uma associação sem fins lucrativos destinada a fomentar a cultura e informação. A estação foi fundada a 12 de outubro de 1946 por um grupo de amadores da rádio, reconhecida oficialmente por alvará de 3 de abril de 1947, tendo iniciado as suas emissões no dia 30 de julho de 1949 como a estação CSB80 — A Voz da Terceira. Atualmente emite um canal de radiodifusão estereofónico em frequência modulada para a Terceira e ilhas vizinhas. Está licenciado em AM (Onda Média) na frequência de 909 kHz (10 kW, inactivo), em FM nas frequências de 101.1 MHz (400 W) e 94.7 MHz (50 W) e pela Internet.

## História
Durante a década de 1930 decorreram algumas experiências de emissão amadora de voz e música na cidade de Angra do Heroísmo. Interrompidas pelas normas de excepção impostas durante a Segunda Guerra Mundial (1939-1945), terminado conflito as emissões amadoras foram retomadas pelos radiófilos angrenses Belmiro da Silva Rocha e Fausto Rodrigues Cristovam. Foi sob o seu impulso que a 12 de outubro de 1946 se fundou uma "Sociedade de Amadores de Telegrafia Sem Fios, com o fim de construir uma Emissora de Radiodifusão" em Angra do Heroísmo destinada à propaganda das terras açorianas.
Com o apoio espontâneo e pronto das autoridades administrativas, dos intelectuais e artistas angrenses e da população em geral, que viam na ideia da criação de um posto emissor de rádio uma oportunidade de promoção cultural e cívica, os 12 sócios fundadores da associação obtiveram por alvará de 3 de abril de 1947, emitido pelo Governo Civil do Distrito Autónomo de Angra do Heroísmo a necessária aprovação oficial. Ficava assim constituída, por tempo ilimitado, uma associação de amadores de T.S.F. visando construir uma estação emissora de amadores na cidade de Angra do Heroísmo, promover a  radiodifusão em todas as ilhas dos Açores, fomentar o conhecimento nacional e internacional das terras açorianas e realizar obras de assistência, especialmente em benefício dos seus associados.
A Junta Geral do Distrito Autónomo de Angra concedeu em 1948 um subsídio de 37.500$00, ao tempo uma avultada soma, para a construção do primeiro emissor de Onda Média do RCA, o qual entrou em funcionamento no dia 30 de julho de 1949. O emissor era de construção artesanal e tinha uma potência de apenas 100 Watts, o que lhe permitia apenas atingir a zona urbana de Angra, funcionando inicialmente apenas algumas horas por dia. O período de emissão foi sendo progressivamente alargado, e uma década depois o RCA já emitia 9 horas nos dias úteis, em três períodos de emissão (manhã, tarde e noite) e 15 horas aos domingos e feriados.
Em 1954 passou a utilizar um emissor Gates de 320 Watts e em 1958 um emissor Fritz Bauer FB-1000J de 1 kW, o que associado à construção de estúdios e antena emissora na Ladeira Branca em 1954, permitiu alargar a área de cobertura a todo Grupo Central do arquipélago e depois, especialmente no período noturno em que a propagação em Onda Média é mais favorável, a todo o arquipélago dos Açores.
Apesar do parecer favorável do governador civil Teotónio Machado Pires e das diligências do deputado à Assembleia Nacional Manuel Amorim de Sousa Meneses, as autoridades do Estado Novo sempre recusaram o pedido de aumento da potência de emissão para os 10 kW. Apesar disso, e das consequentes dificuldades de cobertura durante o período diurno, o RCA cobria razoavelmente o arquipélago, unindo todas as suas ilhas e população através da informação geral e regional, da cultura, da música, do teatro-radiofónico, do lazer, do desporto, da religião, e até da partilha na dor e da solidariedade em momentos de catástrofe e aflição. Ao longo de décadas estreitou distâncias e aproximou pessoas e comunidades, lançando os primeiros alicerces da ideia da unidade e identidade açorianas.
A ação do RCA foi notável por ocasião da erupção vulcânica dos Capelinhos, em setembro de 1957, e por altura da crise sísmica dos Rosais de São Jorge, em Fevereiro de 1964, quando em menos de 24 horas a Rádio Club Angra conseguiu encontrar alojamento e transporte na Terceira para cerca de 1600 jorgenses evacuados à pressa daquela ilha por barcos estrangeiros. Também por ocasião do Sismo de 1 de Janeiro de 1980, que arrasou a cidade de Angra, mesmo com a sua sede destruída, emitiu a tempo inteiro das suas instalações na Ladeira Branca.
Nas suas três primeiras décadas, o RCA alcançou todas as ilhas do Grupo Central (Terceira, Graciosa, São Jorge, Faial e Pico), alcançou o Grupo Oriental (ilhas de São Miguel e de Santa Maria), o Grupo Ocidental (ilhas das Flores e do Corvo), chegando a ouvir-se na Dinamarca e na Suécia (1956), na Madeira e no Continente (Estoril e Coimbra).
Aqui trabalharam todos os melhores jornalistas e radialistas locaisː a informação chegava de todas as ilhas ao RCA, sendo difundida para todas as outras. Entre os seus mais conhecidos colaboradores destacou-se o tenente-coronel José Agostinho que, com as suas palestras sobre temas de natureza científica e etnográfica, deu grande projecção ao RCA. A ele deveu-se o título "A Voz da Terceira", em artigo no "Diário Insular". O deputado Manuel Amorim de Sousa Meneses dar-lhe-ia, na Assembleia Nacional, o de "Voz Portuguesa no Atlântico".
O RCA foi ainda a primeira estação de rádio dos Açores a transmitir uma cerimónia religiosa, em 1952, transmitindo até hoje a Eucaristia da Sé de Angra do Heroísmo.
Em 23 de fevereiro de 1973 com Decreto de 21 de março de 1973 o Presidente da República e Grão-Mestre das Ordens Portuguesas conferiu à Rádio Club de Angra o título de Membro-Honorário da Ordem de Benemerência.
Sendo um clube sem fins lucrativos, o RCA escapou ao processo de nacionalização dos emissores de radiodifusão que ocorreu em 1975, mantendo-se como uma voz independente durante os tempos conturbados de transição para o regime autonómico açoriano.
Em 1982, o Governo Regional dos Açores declarou o Rádio Club de Angra como uma "pessoa coletiva de utilidade pública". O mesmo Governo Regional haveria de suportar a construção da nova sede, inaugurada a 25 de junho de 1987.